# Miguel Bossio
Miguel Ángel Bossio Bastianini (Montevidéu, 10 de fevereiro de 1960) é um ex-futebolista uruguaio. Atuava como meio-campista.

## Carreira
Jogou entre 1974 e 1993, representando Racing Montevideo, Sud América, Peñarol, Valencia e Sabadell, onde encerrara a carreira em 1991.
No entanto, Bossio, que jogou a Copa de 1986 com a Seleção Uruguaia, foi convencido a voltar aos gramados em 1992, e aceitou a proposta. Ele deixou de vez os gramados em 1993, pelo Albacete.